# Сучасне п'ятиборство на літніх Олімпійських іграх 2016
Змагання з сучасного п'ятиборства на літніх Олімпійських іграх 2016 у Ріо-де-Жанейро пройшли 19 — 20 серпня 2016 року на таких аренах як: Водний центр Деодору, Стадіон Деодоро і Молодіжна арена. У чоловічому і жіночому розрядах змагались по 36 спортсменів. Спочатку Міжнародний союз сучасного п'ятиборства (UIPM) пропонував провести змагання у всіх п'яти дисциплінах на одній арені. Хоча цього не вдалось досягнути, але всі арени розташовані на приблизно за 300 м одна від одної.

## Формат
Змагання з сучасного п'ятиборства включають п'ять дисциплін: стрільба з пістолета, фехтування на шпагах, плавання вільним стилем на 200 м, конкур і легкоатлетичний крос на 3,2 км. Регламент комбінованого бігу зі стрільбою залишився незмінним, спортсмени проводять по чотири сеанси стрільби, після яких забіги на 800 м. У кожному з чотирьох сеансів стрільби вони повинні вистрілити в п'ять мішеней, зарядивши пістолет після кожного пострілу, після чого продовжують бігти. Промахи не штрафуються, але штраф дається, якщо спортсмен перебуває на стрільбищі понад 70 секунд.
На відміну від попередніх ігор у змаганнях з фехтування на шаблях додається ще один етап, — за нокаут системою, який проходить наступного дня після змагань за круговою системою. Переможець визначається за сумою результатів на цих етапах.

## Кваліфікація
Загалом у іграх беруть участь по 36 спортсменів кожної статі. Кожна країна може заявляти не більш як по два атлети кожної статі. Регламент кваліфікації однаковий для жінок і чоловіків.
Країні яка приймає ігри, Бразилії гарантовано принаймні по одному місцю в чоловічому і жіночому розрядах. Крім того UIPM розподіляє два місця за запрошенням, коли вже решту учасників визначені.
З січня по серпень 2015 року за результатами змагань визначились початкові квоти. П'ять континентальних чемпіонатів визначили по 20 місць для жінок і чоловіків: по 1 від Африки й Океанії, 5 від Азії, 8 від Європи і 5 від Америки. За цією системою кожен НОК може висувати по одному атлетові. Також на олімпіаду потрапили переможці фіналу кубка світу UIPM 2015 (проходив у Мінську від 12 до 14 червня) і по три призери чемпіонату світу, який проходив у Берліні від 28 червня до 5 липня 2015 року.
Крім того по три місця дістали спортсмени, які посіли найвищі місця на чемпіонаті світу 2016 у Москві, серед тих, що не потрапили за іншими критеріями. Решту сім спортсменів визначились за рейтингом на 1 червня 2016 року.

## Медалісти
| Дисципліна | Золото                | Срібло                | Бронза                 |
| ---------- | --------------------- | --------------------- | ---------------------- |
| Чоловіки   | Олександр Лесун (RUS) | Павло Тимощенко (UKR) | Ісмаель Ернандес (MEX) |
| Жінки      | Хлоя Еспозіто (AUS)   | Елоді Клувель (FRA)   | Октавія Новацька (POL) |

## Медалі

### Таблиця медалей
| Місце   | Країна    | Золото | Срібло | Бронза | Загалом |
| ------- | --------- | ------ | ------ | ------ | ------- |
| 1       | Австралія | 1      | 0      | 0      | 1       |
| 2       | Росія     | 1      | 0      | 0      | 1       |
| 3       | Україна   | 0      | 1      | 0      | 1       |
| 4       | Франція   | 0      | 1      | 0      | 1       |
| 5       | Іспанія   | 0      | 0      | 1      | 1       |
| 6       | Польща    | 0      | 0      | 1      | 1       |
| Загалом | Загалом   | 2      | 2      | 2      | 6       |